# Marie-Thérèse Join-Lambert
Pour les articles homonymes, voir Join-Lambert.
Marie-Thérèse Join-Lambert, née Kourilsky le 1er octobre 1936 à Paris et morte le 22 mars 2023 dans la même ville, est la première présidente de l’Observatoire national de la pauvreté et de l'exclusion sociale de 1999 à 2005,.
Elle est la fille du professeur Raoul Kourilsky.

## Biographie

### Jeunesse et études
Marie-Thérèse Join-Lambert est diplômée de l'Institut d'études politiques de Paris.

### Parcours professionnel
Elle est directrice des études et du conseil professionnel à l'Agence nationale pour l'emploi (ANPE) de 1974 à 1977, puis rapporteur adjoint du Centre d'études des revenus et des coûts (CERC) jusqu'en 1981.
En mai 1981, elle est nommée comme chargée de mission auprès du cabinet du premier ministre Pierre Mauroy.
Chef du service des affaires sociales de 1981 à 1982, elle est vice-présidente du groupe de stratégie industrielle « organisation du travail industriel » au commissariat général du Plan 1982 à 1985 et est nommée inspectrice générale des affaires sociales en 1985.
En 1988, elle devient la conseillère sociale au cabinet du nouveau premier ministre Michel Rocard. Elle est chargée de la préparation et de la mise en œuvre de la loi créant le revenu minimum d'insertion (RMI) de 1988 à 1990.
Elle est membre du collège du Haut Conseil à l'intégration de 1990 à 1997.
À la suite du mouvement des chômeurs qui s'est déroulé en janvier 1998, elle est chargée par le premier ministre Lionel Jospin d'une mission destinée à mettre à plat l'ensemble du système d'aide aux chômeurs ,. Elle lui remet son rapport sur l'indemnisation du chômage et sur les minima sociaux le 25 février 1998,
,,.
Elle est la première présidente de l'Observatoire national de la pauvreté et de l'exclusion sociale (ONPES) de 1999 à 2005.
Au sein de l'Institut d'études politiques de Paris, elle a donné le cours de questions sociales contemporaines à la suite de Pierre Laroque, aux côtés de Jacques Fournier et Jean-Emmanuel Ray.
Elle préside la Commission lutte contre l’exclusion de l’Union nationale interfédérale des œuvres et organismes privés sanitaires et sociaux (UNIOPSS) et du groupe « Mal-Logement » du Conseil national de l'information statistique (CNIS).
Elle est l'autrice de nombreux rapports et d'un manuel, dont  en particulier en  1997  « Politiques sociales » aux éditions Dalloz et Presses de Sciences Po  (ISBN 9-7822-47016-860), institut dans lequel elle a enseigné et supervisé l'enseignement en questions sociales.
Lors de la promotion du 14 juillet 2014, Marie-Thérèse Join-Lambert est promue à la dignité de grand officier de la Légion d'honneur par le président François Hollande.
Elle s’éteint le 22 mars 2023 à l’âge de 86 ans.